# Lunningprisen
Lunningprisen var en nordisk formgivningspris, opkaldt efter den danskfødte forretningsmand Frederik Lunning, der ejede Georg Jensen Inc., New York.
Prisen blev indstiftet på Frederik Lunnings 70-årsdag i 1952 af Kaj Dessau. Den uddeltes årligt frem til 1970.
Hvert år valgte en gruppe sagkyndige fra Danmark, Finland, Norge og Sverige to talentfulde og fremstående formgivere eller kunsthåndværkere ud fra de fire nordiske lande.
I midten af det nittende århundrede er Scandinavian Design blevet et honnørord og et velkendt udtryk i markedsføringen af nye produkter. Lunningprisen og prisvinderne er blevet en del af profilen udenlands for moderne skandinavisk formgivning.

## Vindere
| 1951 | - Hans J. Wegner (1914 - 2007), Danmark - Tapio Wirkkala (1915 - 1985), Finland                                                                    |
| 1952 | - Carl-Axel Acking (1910 – 2001), Sverige - Grete Prytz Kittelsen (f. 1917), Norge                                                                 |
| 1953 | - Tias Eckhoff (f. 1926), Norge - Henning Koppel (1918 - 1981), Danmark                                                                            |
| 1954 | - Ingeborg Lundin (1921 - 1992), Sverige - Jens H. Quistgaard (f. 1919), Danmark                                                                   |
| 1955 | - Ingrid Dessau (f. 1923), Sverige - Kaj Franck (1911 - 1989), Finland                                                                             |
| 1956 | - Jørgen Ditzel (1921 - 1961), Danmark - Nanna Ditzel (1923 - 2005), Danmark - Timo Sarpaneva, Finland                                             |
| 1957 | - Hermann Bongard (1921 - 1998), Norge - Erik Höglund (1932 - 1998), Sverige                                                                       |
| 1958 | - Poul Kjærholm (1929 - 1980), Danmark - Signe Persson-Melin (f. 1925), Sverige                                                                    |
| 1959 | - Arne Jon Jutrem (1929 - 2005) , Norge - Antti Nurmesniemi (1927 - 2003), Finland                                                                 |
| 1960 | - Vivianna Torun Bülow-Hübe (1927 - 2004), Sverige - Vibeke Klint (f. 1927), Danmark                                                               |
| 1961 | - Bertel Gardberg (f. 1916), Finland - Erik Pløen(1925 – 2004), Norge                                                                              |
| 1962 | - Hertha Hillfon (f. 1921), Sverige - Kristian Vedel (1923 - 2003), Danmark                                                                        |
| 1963 | - Karin Björquist (f. 1927), Sverige - Börje Rajalin (f. 1933), Finland                                                                            |
| 1964 | - Vuokko Eskolin-Nurmesniemi (f. 1930), Finland - Bent Gabrielsen (f. 1928), Danmark                                                               |
| 1965 | - Eli-Marie Johnsen (f. 1926), Norge - Hans Krondahl (f. 1929), Sverige                                                                            |
| 1966 | - Gunnar Cyrén (f. 1931), Sverige - Yrjö Kukkapuro (f. 1933), Finland                                                                              |
| 1967 | - Erik Magnussen (f. 1940), Danmark - Kirsti Skintveit (f. 1942), Norge                                                                            |
| 1968 | - Björn Weckström (f. 1935), Finland - Ann Wärff (f. 1937), Sverige - Göran Wärff (f. 1933), Sverige                                               |
| 1969 | - Helga Exner (f. 1933), Danmark - Bent Exner (1932 - 2006), Danmark - Bo Lindekrantz (1932 - 1997), Sverige - Börge Lindau (1932 - 1999), Sverige |
| 1970 | - Kim Naver (f. 1940), Danmark - Oiva Toikka (f. 1931), Finland                                                                                    |